# Bolet al·lucinogen
Els bolets al·lucinògens són fongs que contenen substàncies psicodèliques o psicotròpiques, com ara la psilocibina, la psilocina o el muscimol.

## Categorització
Els bolets al·lucinògens o psicodèlics poden dividir-se en dos grups: el grup de la psilocibina, que conté fongs que es troben principalment en el gènere Psilocybe, i el dels muscimol, que conté bolets del gènere Amanita.
Els fongs psilocibis contenen psilocibina i/o psilocina i triptamines psicodèliques, que són estructuralment similars a la serotonina. Són forts reguladors de l'humor, de l'estat de la ment i de la consciència. Algunes espècies de Psilocybe contenen a més l'alcaloide baeocistina, que és un derivat de la psilocibina.
Uns altres gèneres que contenen psilocibina són Conocybe, Copelandia, Gymnopilus, Inocybe i Panaeolus.

## Efectes
Psilocybe cubensis proporciona un viatge molt intens que pot treure a la llum problemes interns i el seu efecte pot prolongar-se fins a 6 hores. Els efectes d'aquests bolets al·lucinògens es perceben en onades; el viatge té períodes intensos i períodes tranquils.
Stropharia cubensis és el bolet al·lucinògen més conegut i preferit. Aquests bolets contenen psilocina i psilocibina.
Els bolets psicotròpics són potencialment perillosos, ja que unes desenes de minuts després de consumir-los poden provocar un desfasament entre el cervell i els estímuls que li arriben al cos, podent-se perdre la percepció del temps, per exemple.
Però noves línies de recerca, endegades des dels anys 2000s, estan oferint resultats molt prometedors dels seus efectes beneficiosos. En multitud de casos diferents els bolets psicotròpics són adequats per curar des de disfuncions psicològiques fins a constituir tractaments per combatre diferents tipus de càncer, passant per ajudar a deixar l’alcohol o el tabac.

## Història
Des d'èpoques remotes hi va haver un vertader culte als fongs al·lucinògens. Prova d'això són les troballes arqueològiques on apareixen figures que representen fongs i les quals s'identificava de vegades com déus. Els indígenes maies, com tants altres indígenes, són, i han sigut, vertaders pioners en el seu ús, i els xamans, de totes cultures, els feien servir per aconseguir trànsits visionaris. També es relacionen amb mites i llegendes, a Galícia o a Mèxic, i altres terres celtes o nòrdiques, de meigues, elfs i gnoms. L'ús d'aquest tipus de fongs va ressorgir el 1975 amb la publicació d'un article titulat "A la recerca del fong màgic", per R. Gordon Wasson, a la revista Life, i amb el cultiu al laboratori de Psilocybe mexicana per part del micòleg francès Roger Heim.

## Gèneres
- Conocybe
- Copelandia
- Galerina
- Gymnopilus
- Inocybe
- Mycena
- Panaeolina
- Panaeolopsis
- Panaeolus
- Pluteus
- Psilocybe

## Conocybe
- Conocybe cyanopus[7]
- Conocybe siligineoides R.Heim
- Conocybe smithii Watling (Galera cyanopes Kauffman)

## Copelandia
- Copelandia affinis Horak[8] (=Panaeolus cyanescens nombre aceptado)
- Copelandia anomala (Murrill) Singer[8] (=Panaeolus cyanescens nombre aceptado)
- Copelandia bispora (Malençon & Bertault) Singer & R.A. Weeks[8] (=Panaeolus bisporus nombre aceptado)
- Copelandia cambodginiensis (Ola'h & R. Heim) Singer & R.A. Weeks[8] (=Panaeolus cambodginiensis nombre aceptado)
- Copelandia chlorocystis Singer & R.A.Weeks[8] (= Panaeolus chlorocystis (Singer & R.W. Weeks) Ew. Gerhardt)[9]
- Copelandia cyanescens (Berk. & Broome) Singer[8] (=Panaeolus cyanescens nombre aceptado)
- Copelandia lentisporus (Ew.Gerhardt) Guzmán[8] (= Panaeolus lentisporus Ew. Gerhardt)[9]
- Copelandia tirunelveliensis Natarajan & Raman[8] (= Panaeolus tirunelveliensis (Natarajan & Raman) Ew. Gerhard)
- Copelandia tropica Natarajan & Raman[8]
- Copelandia tropicalis (Ola'h) Singer & R.A.Weeks[8] (=Panaeolus tropicalis nombre aceptado)
- Copelandia westii (Murrill) Singer[8] (=Panaeolus cyanescens nombre aceptado)

## Galerina
- Galerina steglichii Besl[8][10][11]

## Gymnopilus

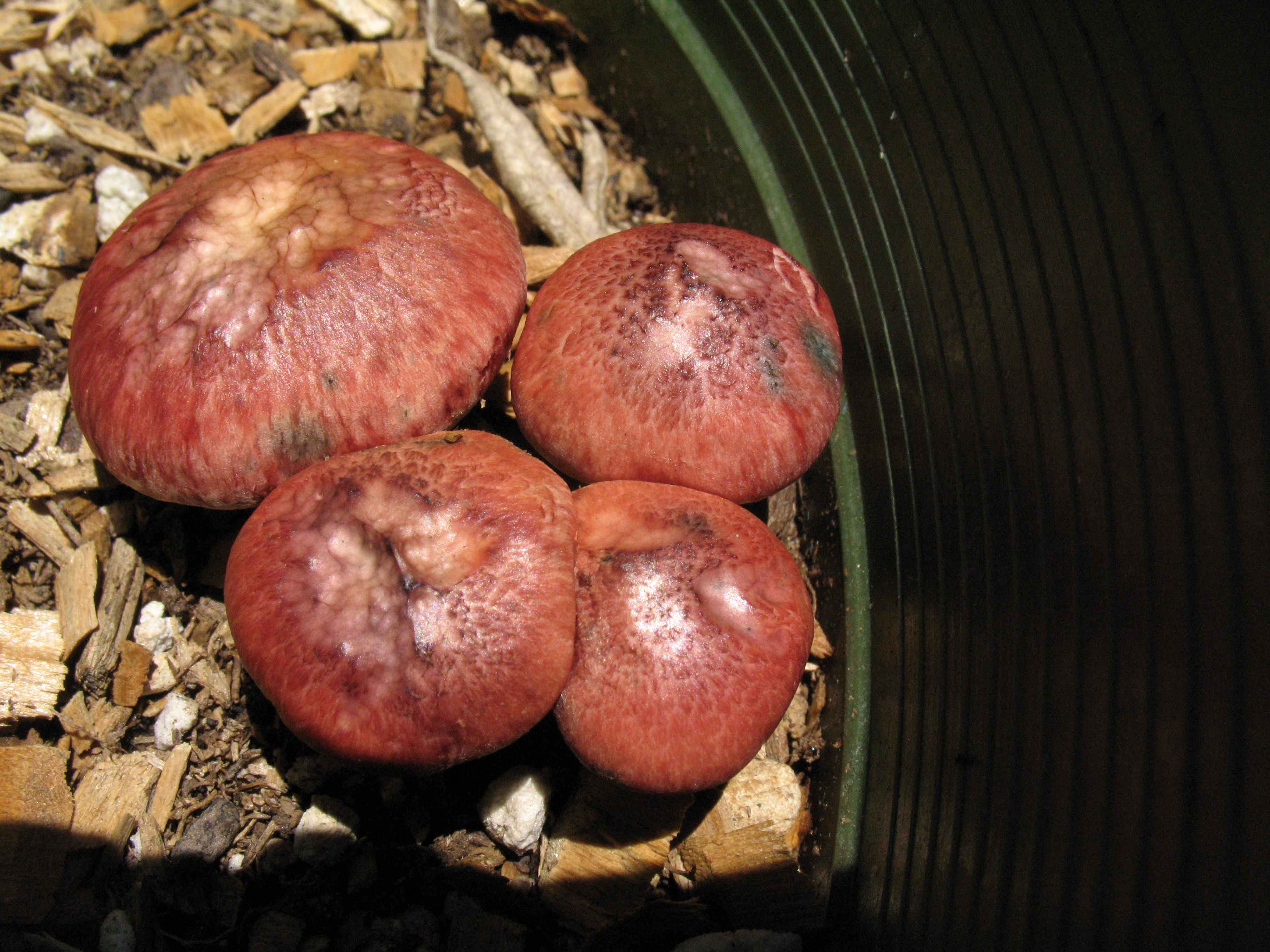
Gymnopilus luteofolius

- Gymnopilus aeruginosus (Peck) Singer[8] (photo)
- Gymnopilus braendlei (Peck) Hesler[8]
- Gymnopilus intermedius (Singer) Singer[8]
- Gymnopilus junonius (Fr.) P.D.Orton (= Gymnopilus spectabilis (Fr.) A.H. Sm.)[8]
- Gymnopilus lateritius (Pat.) Murrill[8]
- Gymnopilus liquiritiae (Fr.) P.Karst.[8] (photo)
- Gymnopilus luteofolius (Peck) Singer[8] (photo)
- Gymnopilus luteoviridis Thiers[8] (photo)
- Gymnopilus luteus (Peck) Hesler[8] (photo)
- Gymnopilus purpuratus (Cooke & Massee) Singer[8] (photo)
- Gymnopilus subpurpuratus Guzmán-Davalos & Guzmán[8]
- Gymnopilus validipes (Peck) Hesler[8]
- Gymnopilus viridans Murrill[8]
- gymnopilus spectabilis

## Inocybe
- Inocybe aeruginascens Babos
- Inocybe coelestium Kuyper
- Inocybe corydalina

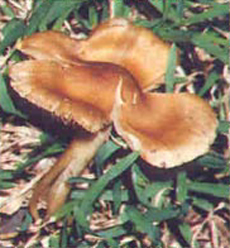
Inocybe aeruginascens

  - Inocybe corydalina var. corydalina Quél.
  - Inocybe corydalina var. erinaceomorpha (Stangl & J. Veselsky) Kuyper
- Inocybe haemacta (Berk. & Cooke) Sacc.
- Inocybe tricolor Kühner

La major part de les espècies d'aquest gènere són verinoses.

## Mycena
- Mycena cyanorrhiza Quél.

## Panaeolopsis
- Panaeolopsis Singer

## Panaeolus
- Panaeolus africanus Ola'h

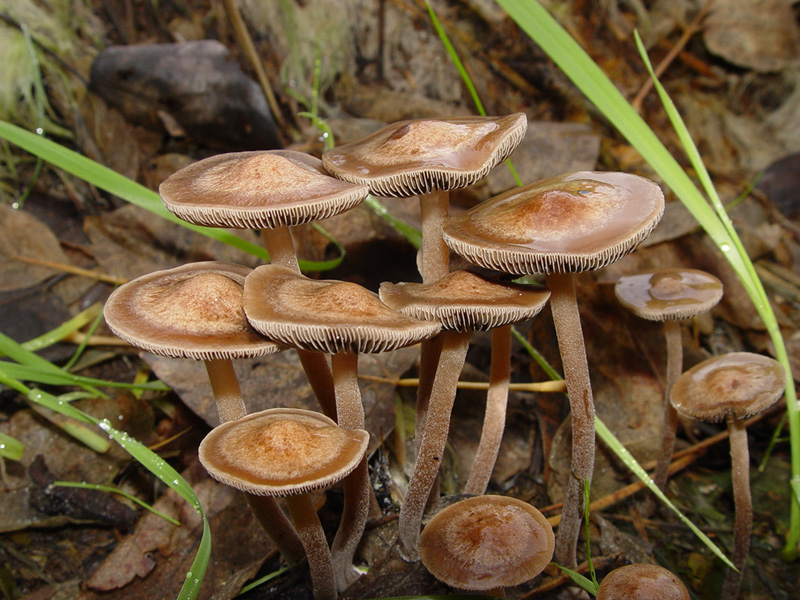
Panaeolus cinctulus

- Panaeolus bisporus (Malencon & Bertault) Singer & Weeks
- Panaeolus cambodginiensis (OlaĽh & Heim) Singer & Weeks. (Merlin & Allen, 1993)
- Panaeolus castaneifolius (Murrill) A.H.Sm. (= Panaeolus olivaceus F.H.Møller
- Panaeolus cinctulus (Bolton) Britzelm.
- Panaeolus cyanescens (Berk. & Broome) Sacc.
- Panaeolus fimicola (Fr.) Gillet
- Panaeolina foenisecii (Pers.) R.Maire[13]
- Panaeolus microsporus Ola'h & Cailleux
- Panaeolus moellerianus Singer
- Panaeolus olivaceus F.H.Møller
- Panaeolus tropicalis Ola'h
- Panaeolus venezolanus Guzmán (= Panaeolus annulatus Natarajan & Raman)

## Pluteus
- Pluteus cyanopus Quél.
- Pluteus glaucus Singer
- Pluteus nigroviridis Babos
- Pluteus salicinus (Pers. : Fr.) P.Kumm.
- Pluteus villosus (Bull.) Quél.

## Psilocybe
A B C D E F G H I J K L M N O P Q R S T U V U W X Y Z

### A

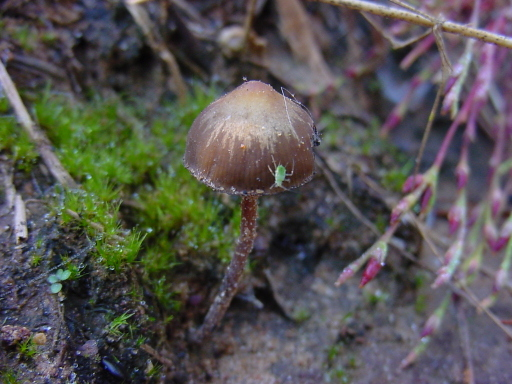
Psilocybe atlantis

- Psilocybe acutipilea (Speg.) Guzmán
- Psilocybe aequatoriae Singer
- Psilocybe allenii Borov., Rockefeller & P.G.Werner
- Psilocybe angustipleurocystidiata Guzmán  Arxivat 2016-03-11 a Wayback Machine.
- Psilocybe antioquiensis Guzmán, Saldarriaga, Pineda, García & Velázquez
- Psilocybe atlantis Guzmán, Hanlin & C.White
- Psilocybe aquamarina (Pegler) Guzmán
- Psilocybe argentipes K.Yokoy.
- Psilocybe armandii Guzmán & S.H.Pollock
- Psilocybe atrobrunnea[14]
- Psilocybe aucklandii Guzmán, C.C.King & Bandala
- Psilocybe australiana Guzmán & Watling
- Psilocybe atlantis Guzmán, Hanlin & C.White
- Psilocybe aztecorum  Arxivat 2018-05-10 a Wayback Machine.
  - Psilocybe aztecorum var. aztecorum[14]
  - Psilocybe aztecorum var. bonetii (Guzmán) Guzmán
- Psilocybe azurescens Stamets & Gartz

### B
- Psilocybe baeocystis Singer & A.H. Sm. emend. Guzmán
- Psilocybe banderillensis Guzmán
- Psilocybe barrerae Cifuentes & Guzmán
- Psilocybe bispora Guzmán, Franco-Molano & Ramírez-Guillén
- Psilocybe brasiliensis Guzmán
- Psilocybe brunneocystidiata Guzmán & Horak

### C

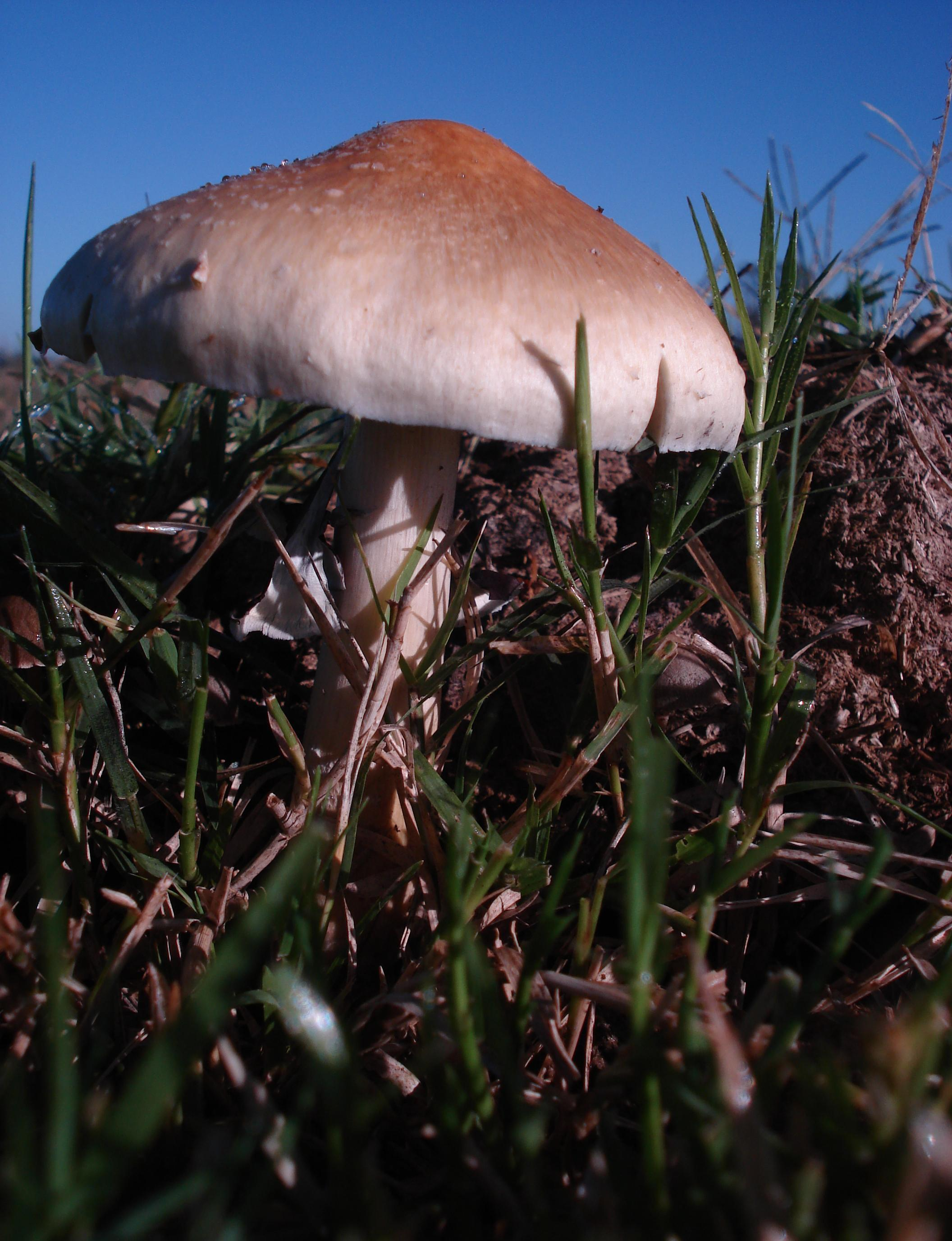
Psilocybe cubensis

- Psilocybe caeruleoannulata Singer ex Guzmán
- Psilocybe caerulescens
  - Psilocybe caerulescens var. caerulescens Murrill
  - Psilocybe caerulescens var. ombrophila (R.Heim) Guzmán
- Psilocybe caerulipes (Peck) Sacc.
- Psilocybe callosa[14]
- Psilocybe carbonaria Singer
- Psilocybe caribaea Guzmán et al.
- Psilocybe chiapanensis Guzmán
- Psilocybe collybioides Singer & A.H.Sm.
- Psilocybe columbiana Guzmán
- Psilocybe coprinifacies[14]
- Psilocybe cordispora R.Heim
- Psilocybe cubensis (Earle) Singer
- Psilocybe cyanescens Wakef. (non sensu Krieglsteiner)
- Psilocybe cyanofibrillosa Guzmán & Stamets

### D
- Psilocybe dumontii Singer ex Guzmán

### E
- Psilocybe egonii Guzmán & T.J.Baroni
- Psilocybe eucalypta Guzmán & Watling

### F
- Psilocybe fagicola
  - Psilocybe fagicola var. fagicola
  - Psilocybe fagicola var. mesocystidiata Guzmán
- Psilocybe farinacea Rick ex Guzmán
- Psilocybe fimetaria (P.D.Orton) Watling
- Psilocybe fuliginosa (Murrill) A.H.Sm.
- Psilocybe furtadoana Guzmán

### G
- Psilocybe galindoi Guzmán
- Psilocybe goniospora (Berk. & Broome) Singer
- Psilocybe graveolens Peck
- Psilocybe guatapensis Guzmán, Saldarriaga, Pineda, García & Velázquez
- Psilocybe guilartensis Guzmán, Tapia & Nieves-Rivera

### H
- Psilocybe heimii Guzmán
- Psilocybe heliconiae Guzmán, Saldarriaga, Pineda, García & Velázquez
- Psilocybe herrerae Guzmán
- Psilocybe hispanica Guzmán
- Psilocybe hoogshagenii
  - Psilocybe hoogshagenii var. hoogshagenii "(= Psilocybe caerulipes var. gastonii Singer, Psilocybe zapotecorum R.Heim s. Singer)"
  - Psilocybe hoogshagenii var. convexa Guzmán (= Psilocybe semperviva R.Heim & Cailleux)

### I
- Psilocybe inconspicua Guzmán & Horak
- Psilocybe indica Sathe & J.T.Daniel
- Psilocybe isabelae Guzmán
- Psilocybe jacobsii Guzmán

### K
- Psilocybe kumaenorum R.Heim

### L
- Psilocybe lazoi Singer
- Psilocybe liniformans
  - Psilocybe liniformans var. liniformans
  - Psilocybe liniformans var. americana Guzmán & Stamets

### M
- Psilocybe mairei Singer

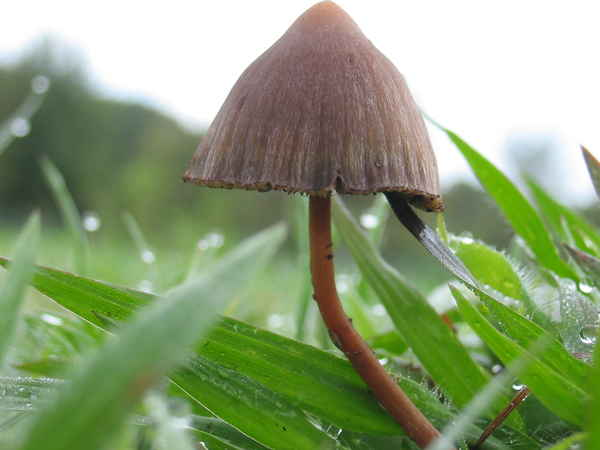
Psilocybe mexicana

- Psilocybe makarorae Johnst. & Buchanan  Arxivat 2016-03-08 a Wayback Machine.
- Psilocybe mammillata (Murrill) A.H.Sm.
- Psilocybe meridensis Guzmán
- Psilocybe meridionalis Guzmán, Ram.-Guill. & Guzm.-Dáv.
- Psilocybe mescaleroensis Guzmán, Walstad, E.Gándara & Ram.-Guill.
- Psilocybe mexicana R.Heim
- Psilocybe moseri Guzmán
- Psilocybe muliercula Singer & A.H.Sm.

### N
- Psilocybe natalensis Gartz, Reid, Smith & Eicker
- Psilocybe natarajanii Guzmán (= Psilocybe aztecorum var. bonetii (Guzmán) Guzmán s. Natarajan & Raman)
- Psilocybe neocaledonicum Guzmán & Horak
- Psilocybe neorhombispora Guzmán & Horak
- Psilocybe neoxalapensis Guzmán, Ram.-Guill. & Halling

### O
- Psilocybe ochreata (Berk. & Broome) Horak ex Guzmán

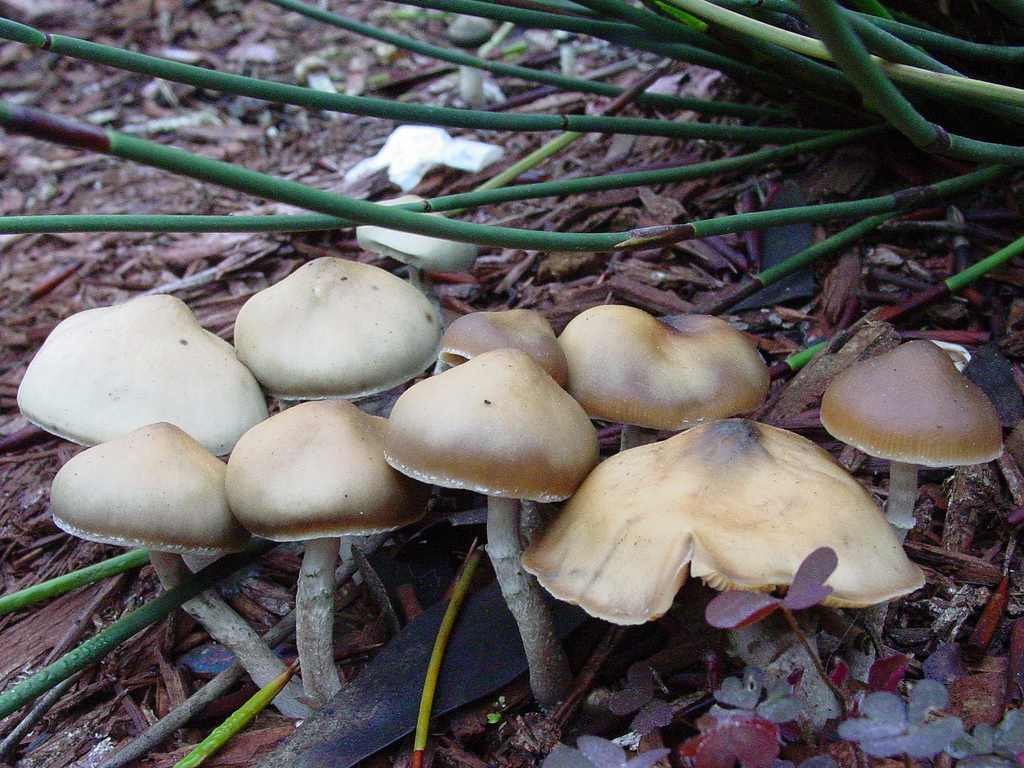
Psilocybe ovoideocystidiata

- Psilocybe ovoideocystidiata Guzmán et Gaines

### P
- Psilocybe papuana Guzmán & Horak
- Psilocybe paulensis (Guzmán & Bononi) Guzmán (= Psilocybe banderiliensis var. paulensis Guzmán & Bononi)
- Psilocybe pelliculosa (A.H.Sm.) Singer & A.H.Sm.
- Psilocybe pericystis Singer
- Psilocybe pintonii Guzmán
- Psilocybe pleurocystidiosa Guzmán
- Psilocybe plutonia (Berk. & M.A.Curtis) Sacc.
- Psilocybe portoricensis Guzmán, Tapia & Nieves-Rivera
- Psilocybe pseudoaztecorum Natarajan & Raman
- Psilocybe pseudobullacea[14]
- Psilocybe puberula Bas & Noordel.

### Q
- Psilocybe quebecensis Ola'h & R.Heim

### R
- Psilocybe ramulosa (Guzmán & Bononi) Guzmán (= Psilocybe zapotecorum var. ramulosum Guzmán & Bononi)
- Psilocybe rickii Guzmán & Cortez
- Psilocybe rostrata (Petch) Pegler
- Psilocybe rzedowskii Guzmán

### S

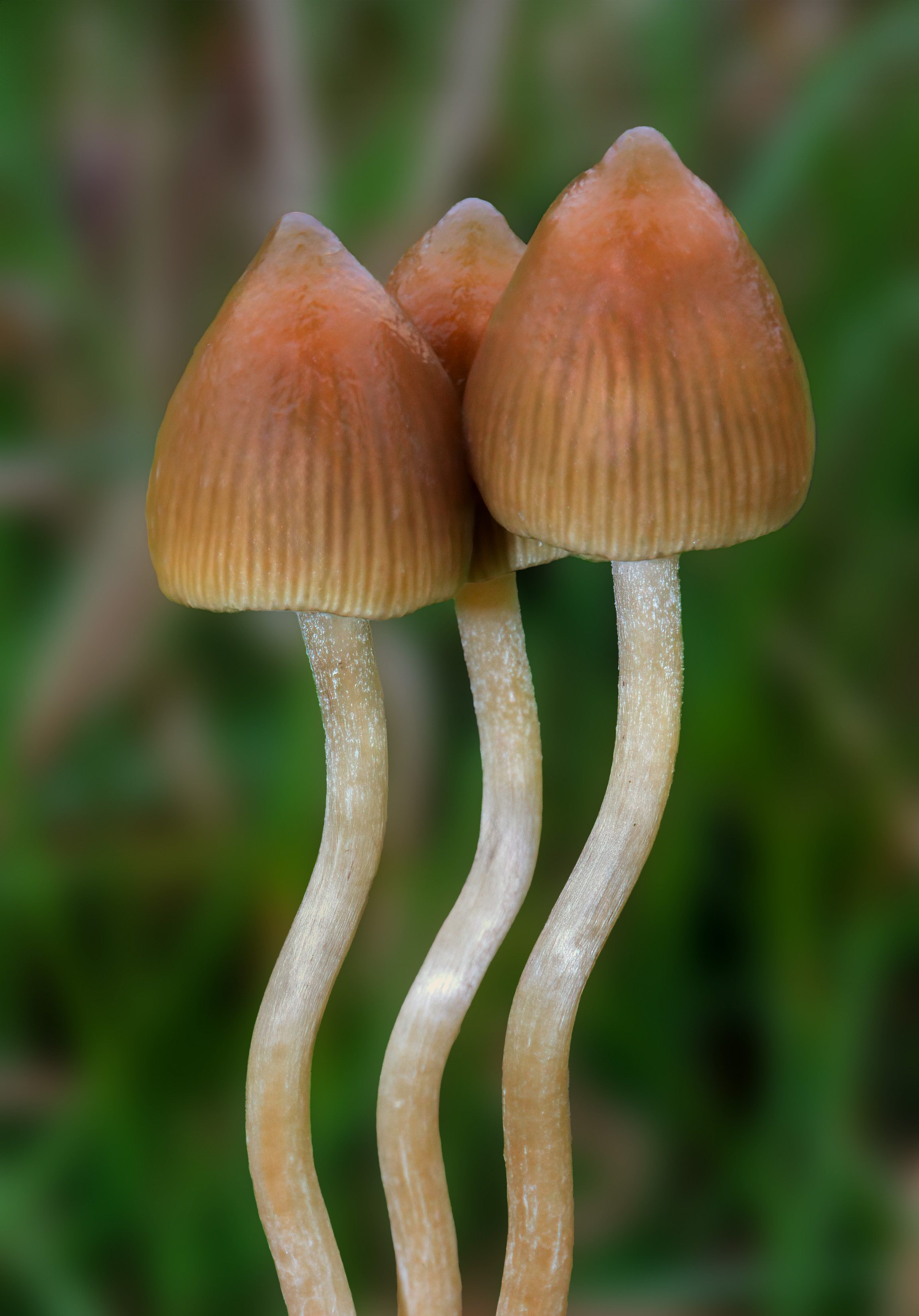
Psilocybe semilanceata

- Psilocybe samuiensis Guzmán, Bandala & Allen
- Psilocybe sanctorum Guzmán
- Psilocybe schultesii Guzmán & S.H.Pollock
- Psilocybe semiinconspicua Guzmán & Trappe
- Psilocybe semilanceata (Fr. : Secr.) P.Kumm.
- Psilocybe septentrionalis (Guzmán) Guzmán (= Psilocybe subaeriginascens Höhn. var. septentrionalis Guzmán)
- Psilocybe serbica Moser & Horak (non ss. Krieglsteiner)
- Psilocybe sierrae Singer (= Psilocybe subfimetaria Guzmán & A.H.Sm.)
- Psilocybe silvatica (Peck) Singer & A.H.Sm.
- Psilocybe singeri Guzmán
- Psilocybe squamosa
- Psilocybe strictipes Singer & A.H.Sm.
- Psilocybe stuntzii Guzmán & Ott
- Psilocybe subacutipilea Guzmán, Saldarriaga, Pineda, García & Velázquez
- Psilocybe subaeruginascens Hohnel
- Psilocybe subaeruginascens var. subaeruginascens [= Psilocybe aerugineo-maculans (Höhn.) Singer & A.H.Sm.]
- Psilocybe subaeruginosa Cleland
- Psilocybe subbrunneocystidiata P.S.Silva & Guzmán
- Psilocybe subcaerulipes Hongo
- Psilocybe subcubensis Guzmán  Arxivat 2016-03-07 a Wayback Machine.
- Psilocybe subpsilocybioides Guzmán, Lodge & S.A.Cantrell
- Psilocybe subtropicalis Guzmán
- Psilocybe subyungensis Guzmán
- Psilocybe subzapotecorum Guzmán

### T

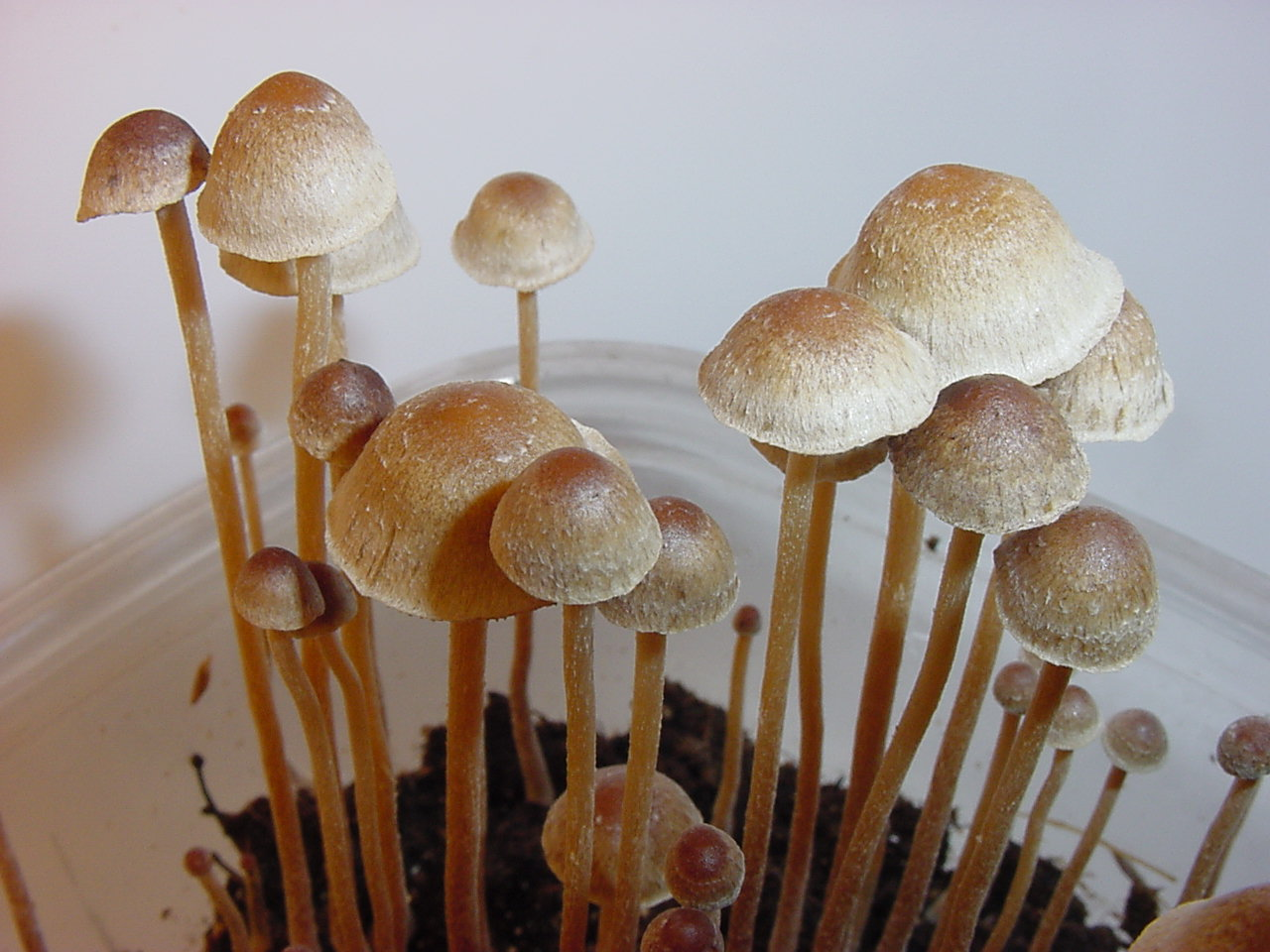
Psilocybe tampanensis

- Psilocybe tampanensis Guzmán & S.H.Pollock (foto)
- Psilocybe tasmaniana Guzmán & Watling

### U
- Psilocybe uruguayensis Singer ex Guzmán
- Psilocybe uxpanapensis Guzmán

### V
- Psilocybe venenata (S.Imai) Imaz. & Hongo (= Psilocybe fasciata Hongo; Stropharia caerulescens S.Imai)
- Psilocybe verae-crucis Guzmán & Pérez-Ortiz

### W
- Psilocybe wassoniorum Guzmán & S.H.Pollock
- Psilocybe weldenii Guzmán
- Psilocybe weraroa Borovicka, Oborník & Noordel.
- Psilocybe wrightii Guzmán

### X
- Psilocybe xalapensis Guzmán & A.López

### Y
- Psilocybe yungensis Singer & A.H.Sm.

### Z

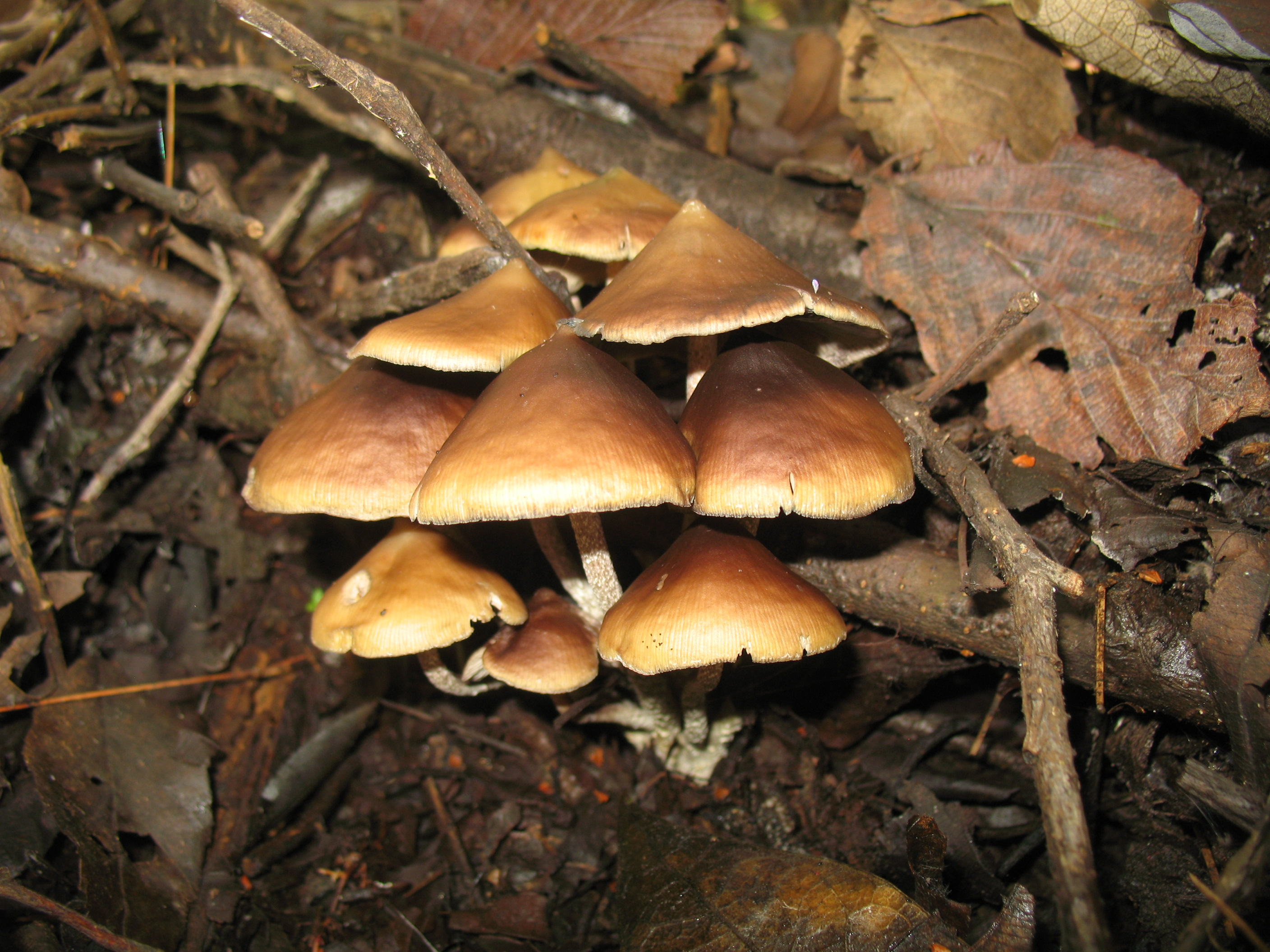
Psilocybe zapotecorum

- Psilocybe zapotecoantillarum Guzmán, T.J. Baroni & Lodge
- Psilocybe zapotecocaribaea Guzmán, Ram.-Guill. & T.J.Baroni
- Psilocybe zapotecorum[15]